# Nanoempreendedorismo
Nanoempreendedorismo é o termo utilizado para descrever a atividade empreendedora realizada em escala extremamente reduzida, geralmente por indivíduos que operam sozinhos ou com apoio limitado de familiares, sem funcionários formais e com capital inicial muito baixo. É um fenômeno crescente, especialmente em contextos de economia informal, empreendedorismo por necessidade e inclusão produtiva.
O nanoempreendedorismo pode ser entendido como uma categoria anterior ao microempreendedorismo tradicional, e tem ganhado destaque em políticas públicas e estudos sobre geração de renda, combate à pobreza e transformação digital em comunidades de baixa renda.

## Características
O nanoempreendedor se diferencia por:
- Atuar com baixíssimo investimento inicial (muitas vezes inferior a R$ 500);
- Utilizar tecnologia acessível, como smartphones e redes sociais, como principal ferramenta de vendas e divulgação;
- Trabalhar sem CNPJ ou com formalização mínima (como MEI em estágio inicial ou informalidade);
- Oferecer produtos artesanais, serviços locais ou digitais, como vendas caseiras, beleza, alimentação, reparos ou serviços digitais básicos;
- Ter pouca ou nenhuma estrutura física, operando em casa ou em espaços compartilhados.

## Exemplos
- Vendedores ambulantes e autônomos informais;
- Artesãos que comercializam via WhatsApp ou redes sociais;
- Criadores de conteúdo digital que monetizam comissões ou plataformas;
- Prestadores de serviços por aplicativos (freelancers, cuidadores, técnicos);
- Pequenos revendedores em marketplaces, como Shopee ou Instagram.

## Diferença entre nano e microempreendedor
|                 | Nanoempreendedor                    | Microempreendedor (MEI)             |
| --------------- | ----------------------------------- | ----------------------------------- |
| Capital inicial | Muito baixo (geralmente < R$ 1.000) | Pode chegar até R$ 15.000 ou mais   |
| Formalização    | Informal ou início de formalização  | Possui CNPJ e contribuições fiscais |
| Atuação         | Individual ou familiar              | Pode contratar até 1 funcionário    |
| Escopo          | Local ou digital                    | Local, regional ou digital          |

## Políticas públicas e iniciativas
Nos últimos anos, programas de inclusão produtiva têm voltado atenção ao nanoempreendedorismo como forma de reduzir a pobreza e promover a autonomia econômica. Alguns exemplos incluem programas de microcrédito, capacitações oferecidas por ONGs e o Instituto Recifes Digitais, que fornece mentoria digital e financeira para nanoempreendedores.

## Desafios
- Acesso limitado a crédito formal e bancarização;
- Dificuldade de escalar o negócio sem apoio técnico;
- Riscos de precarização do trabalho;
- Falta de reconhecimento legal em algumas políticas públicas.